# 活體組織檢查

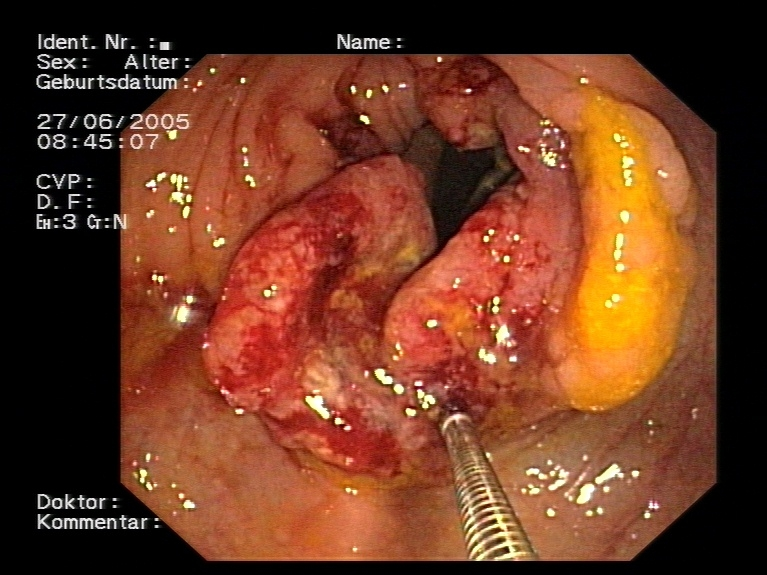
醫師正利用內視鏡在大腸中進行活體組織檢查

活體組織檢查（biopsy）簡稱活检、生檢或切片，是從動物或人類身上取下少量活組織作病理學診斷的一種檢查方法。
活检对肿瘤的临床诊断有重要意义，不仅可以确定其组织分类，还可确定其良性或恶性，为治疗提供依据。
活检方式很多，采取手術切除、內視鏡或針頭穿刺吸取等，在身體中取出活的組織標本後交給病理專家在顯微鏡下觀察是否有異常。可檢測腫瘤細胞的發生與發展狀況，也可用來確認手術切除是否完全。是一向臨床上十分有效且快速的工具。

## 醫療用途

### 癌症

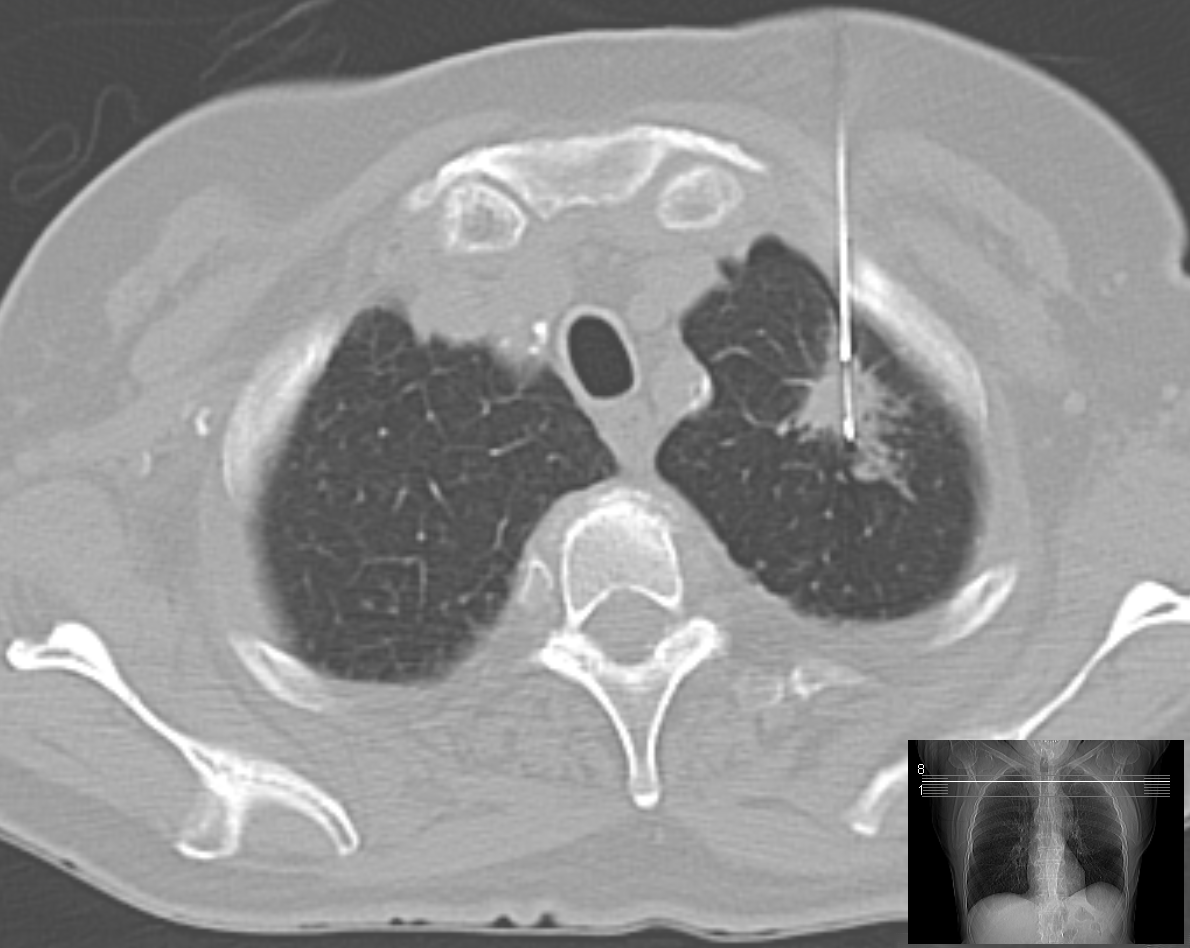
在懷疑有肺癌時，配合X射线计算机断层成像進行肺部的活體組織檢查

若是病患有可能罹患癌症，可以應用許多不同的活體組織檢查協助診斷。切除活檢（excisional biopsy）簡稱切檢，是試圖移除整個病變部位，再進行切片製作標本。在採取試樣時，除了進行診斷外，另外也會檢取一些病變部位附近無關的組織，稱為手術組織邊緣（surgical margin）來確認疾病是否有擴散到進行活體組織檢查以外的部位。Clear margins或negative margins是指在組織切片範圍邊界的組織沒有病變。Positive margins指手術組織邊緣有發現有病變，依診斷方式需進行較大範圍的切除。
若因為一些原因，無法移除組織時，可以用切口活检（incisional biopsy）又稱切取活检，採集一塊楔型的組織。有些情形可以用特殊設備咬合待檢查的部位，並且取下一小塊組織。有許多不同粗細的針可以收集管腔中的组织（core biopsy，核芯活检、核芯针穿刺活检），較細直徑的針可以採集細胞及細胞簇，即為細針抽吸活检（FNA）。
組織切片的病理学可以判斷病變組織是良性肿瘤或癌症，也可以再細分是哪一種的癌症。有些活體檢查只是針對病變組織切片進行檢查，而较大切除标本（稱為resection）一般是因為外科醫生設法切除已知的病變部份，再將檢體交給病理學家檢定。例如病理學家可能會檢查乳房切除术的樣本，即使以前的非切除式的乳房活检已经确立了乳腺癌的诊断，再檢查乳房切除後的樣本可以確認癌症的确切性质（腫瘤分類及组织学上的「分级」），也可以看出其擴散的情形（癌症分期）。

### 液態活檢
液態活檢（liquid biopsy）其實是一種血液檢查，可分為兩種：循環腫瘤細胞（circulating tumor cell）分析以及無細胞DNA（cell-free circulating tumor DNA）檢查。這些方式是非侵入式的檢查（仍要抽血），可以多次進行，取代侵入式的活檢，评估癌症中的突变，並且計劃個體化的治療。此外，因為癌症是異質性的基因疾病，單一次切除性的活檢對於快速變化的腫瘤，只能看到該時間下的情形，這方面液態活檢比活體組織檢查要有些優勢。而且活體組織檢查不太能在不同的時間反覆進行，也無法对于了解肿瘤进展和转移的动力学。根據檢測及量化血液中循環腫瘤細胞及無細胞DNA的基因變化，液態活檢可以提供腫瘤进展阶段，治疗有效程度和癌症转移风险的实时信息。這些技術發展使得以後有可能可以透過重覆的血液檢查來診斷及管理癌症，而不是透過傳統的活體組織檢查。循環腫瘤細胞測試正由Epic Sciences開發中，此測試會分析外周循环肿瘤细胞（CTC）。

### 癌前病情
对于容易检测和访问的部位，可以用活體組織檢查來评估可疑病变。最早是用在皮膚或是淺層組織，之後X射线、CT、MRI及超聲波配合內視鏡的使用擴展其使用範圍。

### 針對發炎的檢查
若病患可能有血管炎，一般會進行颞动脉的活體組織檢查。若是炎症性肠病（例如克隆氏症及溃疡性结肠炎，會頻繁的進行組織切片，以確認疾病的情形，並且評估是是否可能會導致恶性肿瘤的變化。
若疾病的原因不確定，或是其程度其程度或确切性质仍有疑问时，一般會在病變部位進行活體組織檢查。例如血管炎常常是透過活體組織檢查診斷出來的。
- 腎臟病：活检和荧光显微镜是诊断肾功能改变的关键。免疫荧光（英语：Immunofluorescence）在新月体肾小球肾炎的診斷中非常的重要。
- 传染病：淋巴结肿大可能是因為各种感染性疾病，不過也有可能是自體免疫性疾病。
- 代謝疾病：有些疾病會影響全身，不過會針對一些較容易檢查的部位進行選擇性的活體組織檢查。淀粉样变是一種降解後的蛋白质累积在组织中的病症，為了進行診斷，會在牙齦進行活检。
- 器官移植：器官移植前，會針對要移植的器官進行活體組織檢查，目的是要確定不會產生移植排斥，也要確定造成要器官移植的疾病，沒有在要移植的器官上出現過。
- 生育能力：會用睾丸活检來評估男性的生育能力，並且找出可能不孕的原因，例如精子數量（英语：sperm quality）少，但體內男性激素仍在正常範圍內[13]。

## 活檢部位
| 部位         | 說明 |
| ------------ | --- |
| 骨髓         | 因為血液中的血球細胞是在骨髓中形成，若無法只根據血液來進行診斷時，可以使用骨髓活检診斷血球細胞的異常。在血细胞恶性肿瘤（例如白血病及淋巴瘤），會利用骨髓活检來進行病症的分期、该方法包括使用环钻取出小梁骨（trabecular bone）中的中心部份，然后再取出骨髓部位。 |
| 消化道       | 可撓的內視鏡可以進入上消化道及下消化道，因此可以經由口部將內視鏡置入，進行食道、胃与十二指肠的活檢，或是由肛門置入，進行直肠、大肠及回肠的活檢。可以通過內視鏡引入各種活檢器械，並對可看到的部位進行活檢。 可以通過十二指腸或胃，進行胰腺的針芯活檢或抽吸。     |
| 肺           | 依照肺活檢要檢查的位置不同，有很多種採取組織的方式。 |
| 肝臟         | 若是肝炎，有其他方式可以進行診斷，一般不會因為診斷進行活檢。活檢會用來確認治療後組織的反應（可以用發炎部位的縮小來判斷），或是判斷疾病的進程，會利用纤维化或肝硬化的程度來判斷。 若是肝豆狀核變性，會用活檢來檢查組織內的含铜量。                               |
| 前列腺       | 前列腺活檢包括經直腸活檢及經尿道活檢 |
| 神经系统     | 形式包括腦活檢、神經活檢及腦膜活檢 |
| 泌尿生殖系統 | 形式包括腎活檢, 子宫内膜活检及子宮頸錐型切片 |
| 其他         | 其他部位包括乳房活檢、淋巴结活检、肌肉活檢及皮膚活檢 |

## 活體組織檢查的分析
在進行切片後，會將組織分片送到病理学实验室。會由專門診斷疾病（例如癌症）的病理學家用顯微鏡進行檢查。當实验室（參考组织学）收到切片後，會處理組織，由切片上除去极薄的组织，并附着在载玻片上。其餘的組織會保留做後續的研究。若有需要，會由染料處理組織，會讓特定的细胞可以更明顯，以方便觀察。之後载玻片會交給病理學家，在顯微鏡下檢查，看是否有其他異常的情形，之後病理學家會製作報告，列出組織分片中異常或是重要的部份，之後報告會交給進行組織分片的醫師。

## 歷史
最早期的活體組織檢查之一是由阿拉伯醫生宰赫拉威（1013–1107）所進行的，他用針刺進甲状腺肿中，分析所得的組織

### 字根
活體組織檢查的英文Biopsy是源自古希臘語，由βίος（生命、生活）及ὄψις opsis（看見）組成。
法國皮膚科醫生埃内斯特·贝尼耶在1879年的醫學社群中首次用到了biopsie這個詞。

## 外部連結
- Mybiopsyinfo.com - What is a biopsy? How is a biopsy examination performed? This website gives you answers to these and many other questions.
- Mybiopsyinfo.com - What is a biopsy? How is a biopsy examination performed? This website gives you answers to these and many other questions.
- MyBiopsy.org （页面存档备份，存于） - Links to a video. Information about biopsy results for patients. This site is created by pathologists, the physicians who diagnose cancer and other diseases by looking at biopsies under a microscope.
- RadiologyInfo （页面存档备份，存于） - The radiology information resource for patients: Biopsy